# Sauli Sinkkonen
Sauli Sinkkonen (ur. 14 września 1989 w Äetsä) – fiński siatkarz, grający na pozycji środkowego, reprezentant Finlandii. 

## Sukcesy klubowe
Liga fińska:
- 2023[3]
- 2009, 2011, 2022

Puchar Finlandii:
- 2012

Superpuchar Francji:
- 2017

Liga francuska:
- 2018

Liga bałtycka:
- 2021

Liga estońska:
- 2021